# Hosanna
Pour les articles homonymes, voir Hosanna (homonymie).
En araméen, « Hosanna »   (hébreu : הוֹשַׁענָא hošanna « de grâce, sauve » (en grec : ὡσαννά hôsanná)) est un appel à Dieu dans le judaïsme et dans le christianisme. 

## Hoshanna dans le judaïsme

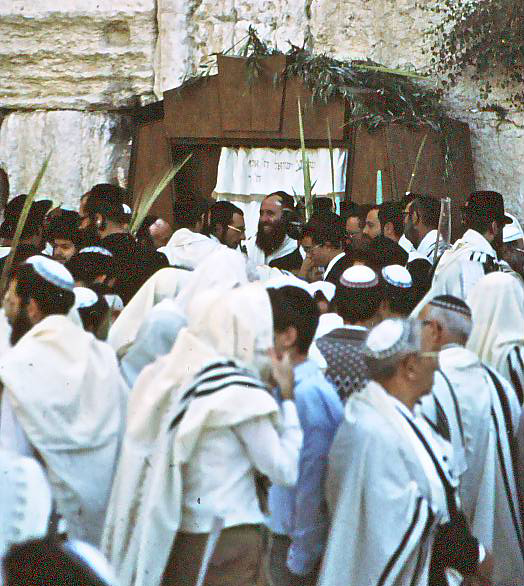
Cérémonie des Hoshannot à Souccot près du Mur occidental, à Jérusalem.

Dans la liturgie juive, les Hoshannot sont un cycle de prières propre à la fête des cabanes (Souccot), qui se tenait autrefois dans le Temple de Jérusalem, et de nos jours à la synagogue. Lors des six premiers jours de Souccot, on défile autour de l'estrade sur laquelle on lit la Torah avec des branches de palme, de saule, de myrte et un cédrat ; le cycle est lu au septième jour de la fête, appelé pour cette raison Hoshanna Rabba (« Grande Hoshanna »), au cours duquel on réalise les mêmes processions avec des branches de saule.
Le mot hoshanna est composé de l'impératif hiphil (deuxième personne masculin singulier) du verbe "sauver" (racine yod-shin-ain) et d'une particule d'insistance (na, "s'il-te-plait", "de grâce"). Il est donc proche de l'exclamation hoshya na ( « De grâce, secours-nous ») de Psaumes 118:25, que les Juifs lancent à Dieu lors du Hallel, qui est lu à la néoménie, lors des trois festivals bibliques (Pessa'h, Chavouot et Souccot) et des 8 jours de Hanoucca (les sionistes religieux le récitent également lors de la fête d'indépendance d'Israël).
Bien que le terme de hoshanna ne se trouve pas dans la Bible hébraïque, il ne s'agit ni d'une corruption de hoshya na comme le suppose Jérôme de Stridon, ni d'un terme judéo-araméen, comme le suggère Elia Levita (la racine י-ש-ע (à lire à l'envers), Y-SH-’ n'existe pas en araméen) mais de la forme hifil auquel l'enclitique na est adjoint.

## Hosanna dans le christianisme

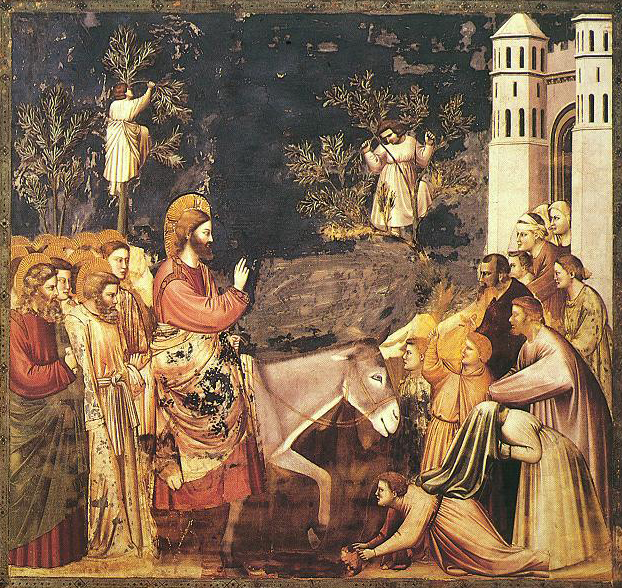
L'Entrée de Jésus à Jérusalem par Giotto, chapelle des Scrovegni, Padoue.

Au Ier millénaire, Hosanna est devenu une exclamation de joie et un synonyme de « bienvenue ».  Un exemple est lors de l'entrée de Jésus à Jérusalem, le jour des Rameaux, au cours duquel des gens prennent des branches de palmier pour l’accueillir en disant Hosanna. 
Selon les travaux du bibliste Hyam Maccoby, cette fête, dont il souligne le caractère  messianique, se tenait à l'origine à l'automne et aurait ultérieurement été décalée juste avant Pâques dans le calendrier chrétien. Pour les théologiens catholiques, par exemple Philippe Rouillard, la fête de Souccot trouve sa résurgence à la fois dans la fête des Quatre-Temps et dans celle des Rameaux.
Le hosanna est repris deux fois dans la messe catholique : dans le Sanctus qui proclame la sainteté de Dieu, et au moment où va être renouvelé le sacrifice eucharistique, comme un appel à la miséricorde de Dieu. Dans le christianisme orthodoxe, il est utilisé lors des processions organisées le jour des Rameaux, une des fêtes du calendrier grégorien.
Dans le protestantisme, l'expression est utilisée dans de nombreux cantiques chantés pour les Rameaux, mais aussi au moment de l'Avent, rappelant la venue prochaine de Jésus et son rôle de sauveur. Les temples mormons sont également consacrés par l'assemblée des fidèles en criant par trois fois à l'unisson "Hosanna, Hosanna, Hosanna à Dieu et à l’Agneau", en agitant un mouchoir propre. Cette cérémonie connue sous le nom de Cri du hosanna est une référence directe à l'entrée de Jésus dans Jérusalem. 

## En dehors du contexte religieux
- Hosanna est le nom de l'une des chansons figurant dans l'opéra rock Jesus-Christ Superstar (1971). La chanson couvre l'entrée de Jésus à Jérusalem. Jésus est brièvement harcelé par le grand prêtre Caïphe, mais le peuple le fête comme le Messie. Il y a également une reprise du refrain lorsque Jésus est envoyé au roi Hérode.
- Allah Rakha Rahman a composé la chanson Hosanna pour le film Tamil Vinnaithaandi Varuvaayaa (2010). Le mot est utilisé comme une exclamation de joie lorsqu'un homme voit sa bien-aimée chrétienne. L'organisation catholique indienne connue sous le nom du Forum catholique chrétien séculier, Christian Catholic Secular Forum (abréviation CSF en Anglais), s'est opposé à cette chanson et a demandé aux réalisateurs Fox Star Studios de la retirer du montage final du remake hindi du film[12].
- L'album New de Paul McCartney, de 2013, comporte une chanson intitulée Hosanna. Il utilise l'expression comme un appel au secours à la vue de l'état actuel du monde.
- Hosanna in exclesis sont les paroles prononcées par le chœur au paroxysme du Benedictus issu de l’œuvre L'homme armé de Karl Jenkins.
- Hosanna est le titre d'une pièce de théâtre composée par Michel Tremblay.